# Požár Malé Strany a Hradčan

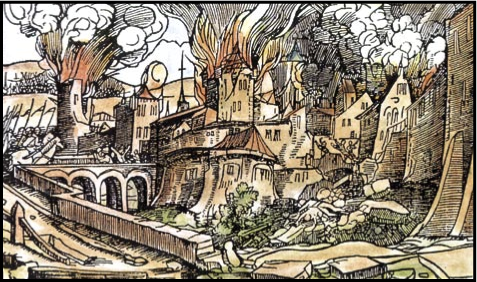
Požár Pražského hradu. Dobová ilustrace, pohled přes Jelení příkop k Prašnému mostu

Požár Malé Strany a Hradčan v roce 1541 byl nejničivější požár v historii Prahy. Podrobnou zprávu o průběhu požáru a obětech na životech sepsal Václav Hájek z Libočan ve spisu „O nešťastné příhodě, kteráž se stala skrze oheň v Menším městě Pražském a na hradě Svatého Václava i na Hradčanech etc.“

## Popis požáru
Požár propukl dne 2. června 1541 v domě Na Baště čp. 7 na Malostranském náměstí, jehož majitelem byl Ludvík z Gutštejna.
Mikuláš Dačický z Heslova připomněl požár ve svých Pamětech, kde uvedl, že dne 2. června 1541 vyhořel celý Pražský hrad vyjma Černé věže a Daliborky. Shořely kostely, „hrobové svatých“ a další drahé věci i Zemské desky. Kromě sedmi domů byla vypálena všechna stavení na Hradčanech i Malá Strana. Zbyla pouze jedna třetina domů.
Celkem na Malé Straně a Hradčanech shořelo 197 domů. Na samotné Malé Straně shořelo 155 domů a zůstalo zachováno jen 78 stavení, což činilo ztrátu 66 %. K zachráněným stavbám patřil klášter Panny Marie a Újezd. Zachráněny byly domy stojící na jižní a východní straně náměstí.  Požár se rozšířil i na Pražský hrad. Poškozen byl i chrám svatého Víta a královský palác včetně kaple Všech svatých, kde se propadla klenba. Poničen byl také nedlouho předtím dokončený Vladislavský sál, kde zůstala klenba zachována. Požár poškodil také Ludvíkovo křídlo. V kostele a klášteře svatého Jiří shořely krovy.

### Oběti požáru
Při tomto rozsáhlém neštěstí uhořelo nebo zemřelo na následky požáru celkem 52 osob. Václav Hájek z Libočan ve svém spise pečlivě zpracoval seznam obětí.

### Zemské desky
Při požáru shořel archiv Zemských desek, pozemkových knih české šlechty, a tím také zanikl důležitý historický pramen českých dějin. Ještě koncem roku 1541 byl založen archiv nový. Sněm uložil obnovení starých zápisů na základě svědeckých výpovědí.

## Obnova města
Zničení středověké zástavby Malé Strany otevřelo prostor pro uplatnění renesanční architektury a pro scelování parcel za účelem výstavby paláců v blízkosti panovnického sídla. Renesance se začala projevovat již za vlády Ferdinanda I. Habsburského. Podle návrhu architekta Paolo della Stelly vznikla první renesanční stavba – Letohrádek královny Anny. 
V roce 1562 vydali tiskaři Jan Kozel a Michael Peterle z Annaberku vedutu Prahy po požáru tzv. Vratislavský prospekt (dřevoryt), který označili jako Praha hlavní město Čech. Vzhledem k autorské přesnosti lze již vidět více zastavěnou Malou Stranu, částečně i Hradčany a Pražský hrad po požáru. Požár přinesl bezpečnější pohled na stavbu domů, když ulice vedoucí k řece musely zůstat nezastavěné a další opatření jako například noční hlídky na věži kostela svatého Mikuláše. Byly zrušeny až v roce 1892. V roce 1562 byla postavena nová vodárenská věž. Obnova Malé Strany byla dokončena v druhé polovině šestnáctého století. Nové budování města trvalo dlouhá desetiletí a největší zástupce této výstavby, Valdštejnský palác, byl postaven až v letech 1623–1630.